# Spastomeloe formosus
Spastomeloe formosus es una especie de coleóptero de la familia Meloidae.

## Distribución geográfica
Habita en Perú.